# 봄바디어 TRAXX
봄바디어 TRAXX(Transnational Railway Applications with eXtreme fleXibility) 기관차는 봄바디어 트랜스포테이션에서 생산한 기관차 계열로, 여객용과 화물용 둘 다 있다. 처음에는 전기 기관차로 생산하였으나, 2006년부터 같은 계열의 디젤 기관차도 생산되었다. 전기용 TRAXX는 유럽 내에서 사용하는 다양한 전압을 지원한다.
첫 주문은 독일에서 시작되었으며, 이후 다른 유럽 국가에서도 이 차량을 주문하였다.

## 개발
1990년대 도이체 반에서는 DB 120 기관차를 교체할 계획을 짰으며, DB 120을 기반으로 하는 여객/화물 양용 DB 121 기관차를 1000여대 생산하기로 했다. 하지만 독일 통일 이후 1994년 철도가 통합되면서 DR 243 기관차가 600대 이상 넘어오면서 새 기관차를 제작하지 않아도 되었다. 동서독 철도가 통합되면서 사업 영역별로 분사되었고, 각각 자회사는 목적에 맞는 기관차를 선호하였다.
DB 103 전기 기관차를 비롯한 전기 기관차의 노후화는 계속 진행되고 있었으므로 새 전기 기관차는 계속 필요하였다. DB 103 기관차를 대체하기 위하여 ADtranz에서 DB 101 기관차를 생산하였고, 더 일반적인 기관차로 DB 145, DB 152 계열이 생산되었다. DB 145 기관차에서 TRAXX 기관차가 갈라졌다.
화물용 기관차 DB 145를 양산하기 전 DB 128(AEG 12X) 기관차가 1량 생산되었고, 이후 DB 145 기관차는 1997년부터 80량 반입되었다. 이 기관차는 스위스 미텔투르가우반에도 6량 반입되었다. 2000년과 2001년에는 여객용으로 개조한 시속 160km까지 낼 수 있는 DB 146 기관차가 DB 레지오에 반입되었다.
2001년에 봄바디어가 ADtranz를 인수하면서 기관차 기술도 인수하였다. 이후 생산된 TRAXX 기관차는 DB 145, 146 기관차와 비슷하며, 봄바디어 측에서도 ADtranz가 생산한 기관차를 TRAXX 계열의 일부로 간주하고 있다. 현재 봄바디어 카셀 공장에서 최종 조립을 하며, 기관차 부품은 유럽 각지에서 생산된다.

## 이중전압 교류용
2009년 현재 AC2 기관차가 생산 중이다. 독일 이외에도 헝가리, 스칸디나비아 국가에서도 주문하였다.

### TRAXX F140 AC
TRAXX F140 AC 기관차는 2000년에 첫 선을 보였다. DB 145 기관차를 기반으로 하며, 교류 15kV 16.7Hz와 25kV 50Hz를 모두 지원한다. ERTMS/ETCS 준비가 되어 있다.
2001년부터 2003년까지 도이체 반에 납입된 기관차 200량은 DB 185라는 이름이 붙었다. 스위스 SBB 카고에는 35량, BLS AG에는 20량이 납입되었으며, 각각 Re482, Re485라고 불린다. 독일용 기관차와 비교했을 때 스위스용 신호 시스템이 추가되었고, 터널을 원활하게 주행할 수 있도록 팬토그래프가 추가로 장착되었고 접촉 면적을 줄였다. 유럽 전역의 기관차 임대 회사에는 185.5라는 이름으로 57량 생산되었다.

### TRAXX P140 AC
F140 AC와 최고 속도를 비롯한 대부분 사양은 같으며, 여객용으로 사용된다. 룩셈부르크 CFL에 20량 납입되었다.

### TRAXX P160 AC
P160 AC 기관차는 P140 AC처럼 여객용이며, 시속 160km까지 낼 수 있다. DB 146을 기반으로 한다. DB 레지오이 2003년부터 2005년까지 반입되었으며, 146.1이라고 불린다. LVNG(Landesnahverkehrsgesellschaft Niedersachsen mbH, 하노버) 사는 10량을 소유하고 있으며, 전량 메트로놈에 임대하였다.

### TRAXX F140 AC2
2004년 5월 시제 기관차 185 561을 생산하였다. F140 AC와 기본 구조는 같으며, 운전실에 크럼플 존이 추가되었고, 합성 에스테르 냉각 GTO 인버터가 수냉식 IGBT 인버터로 교체되었다. 프랑스의 차량 한계에 알맞게 조정되었다.
DB 카고에 납입될 예정인 400량 중 200량은 이 형식으로 생산되며, DB 185.2라는 이름이 붙는다. 이 형식이 생산되면서 기존의 F140 AC 생산이 중단되었다. 185 568 기관차는 2006년 HSL 자위트 시험용으로 사용되었으며, ETCS 장비를 갖추었다. 이후 첫 시제 기관차와 185 568 기관차는 일반용으로 다시 개조되었다. 스위스 SBB 카고에서는 Re482.2로 부른다.

### TRAXX P160 AC2
F140 AC2로 오면서 개선된 점을 P160 AC에 반영되었다. DB 레지오에 2005년부터 2006년까지 47량이 반입되었다.

## 직교류 겸용

### TRAXX F140 MS
F140 AC2 185 561이 도입된 이후 도입된 형식으로, SBB Re484 001이라는 이름으로 시제차가 생산되었다. 교류 15kV/25kV 뿐만 아니라 직류 3kV에서도 작동한다. 이후 생산분은 직류 1.5kV에서도 작동한다. TRAXX F140 MS에서 MS는 멀티시스템을 가리킨다. (MS for Multi-System).
팬토그래프 형태와 직류 장치가 추가된 점을 제외하면 교류용 차량과 동일하다. 직류 1.5kV 하에서는 최고 출력이 4000 kW로 제한되며, 견인력은 이에 영향받지 않는다. 추가 직류 장치 때문에 교류용 차량보다 1톤 정도 더 무겁다.
국가간 운행을 염두에 두고 설계하였으며, 직류 1.5kV와 3kV 지원은 폴란드와 이탈리아를 염두에 두었다. 실제 생산된 기관차도 폴란드와 이탈리아로 운행할 수 있으며, ETCS 및 국가별 신호 시스템을 장착하였다.
2006년 8월 새로운 TRAXX 플랫폼이 도입되었으며, 모듈화와 부품 공통화를 강조하였다. 이와 동시에 디젤 차량도 도입되었다. 전기 차량과 디젤 차량의 부품 공통화를 위하여 디자인이 변경되었으며, 심지어는 전기 차량에도 디젤 차량의 주유구로 사용될 수 있는 구멍이 뚫려 있다. 2006년 이후에 멀티시스템 차량이 더 많이 생산되었으며, 폴란드와 벨기에를 포함한 여러 유럽 국가에 반입되었다.

## 직류 전용
2005년 엔젤 트레인스 카고에서 직류 차량 10량을 주문하였고, 2006년 8월 카셀 공장에서 첫 물량이 생산되었다. 이후 생산된 물량은 이탈리아 바도 리구레에서 생산되었고, 직류 전용 차량은 이후 이 곳에서 생산된다. 직류 차량은 단가가 저렴하여 국내 전용으로 사용할 수 있으며, 교류용 차량에 비해서 차중이 더 가볍다.
다른 TRAXX 차량과 사양은 비슷하며, 직류 3kV 장치만 장착되어 있어서 이탈리아/폴란드 전용으로 사용된다. 이후에 다중전압 차량으로 개조할 수 있다. 스페인 RENFE에서도 이 차량을 주문하였고, 이는 첫 광궤용 TRAXX이다. 트렌이탈리아 카고에서도 42량을 주문하였고, 최고 시속 160km까지 낼 수 있다. 시속 140km 차량은 TRAXX F140 DC, 시속 160km 차량은 TRAXX F160 DC로 불린다.

## 디젤

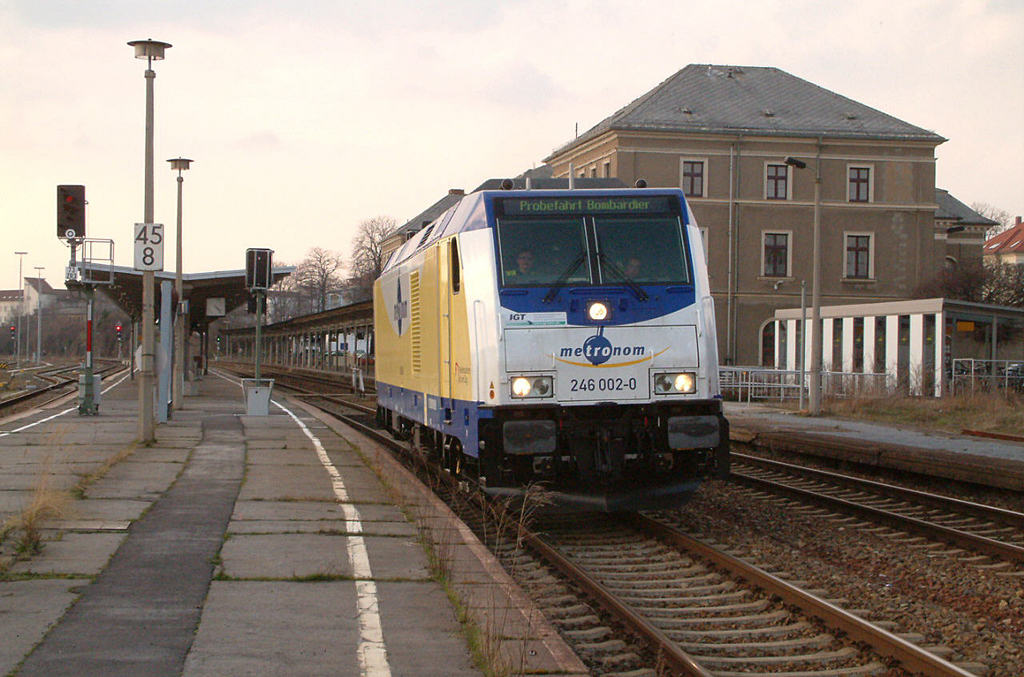
메트로놈 TRAXX P160 DE

디젤 차량은 2006년 이후에 생산된 플랫폼을 기반으로 하며, 전기 차량과 프레임을 공유한다. 이 때문에 운전실, 대차, 추진 시스템 등도 전기 차량과 동일하다. 중앙부에는 디젤 엔진이 장착되어 있고, 주 프레임 가운데와 아래쪽에는 변압기 대신 연료통이 장착되어 있다. 내장 엔진은 2200 kW까지 출력할 수 있다. 디젤 엔진의 출력이 줄어들었기 때문에 최대 견인력은 270 kN으로 줄어들었다.
첫 주문은 메트로놈에서 기관차 대여 회사 LVNG를 통해 이뤄졌으며, 이미 이 회사는 전기용 TRAXX를 주문한 적이 있었다. 첫 3량은 2006년에 생산되었으며, 이 중 1량은 이노트랜스 2006에 전시되었다. 2007년 후반부터 영업 운행을 시작하였다. 대여 회사 CBRail에서는 2006년에 처음으로 화물용 디젤 기관차를 주문하였다. 2007년 중반에 첫 물량이 반입되었고, 2008년부터 운행을 시작하였다.
2008년 12월 5일 SNCF 프레에서 TRAXX F140 DE 45량을 주문하였다. 이는 차후 BB 476000으로 불릴 예정이며, 첫 주문은 45량이며 추가로 35량 더 주문할 가능성이 있다.
여객용 시속 160km 차량은 TRAXX P160 DE, 화물용 시속 140km 차량은 TRAXX F140 DE로 불린다.

## 같이 보기
- MTAB IORE - 스웨덴에서 사용되는 영구 2중련 화물 전용 기관차
- AVE 102 - TRAXX의 전기 장치를 사용한 고속 철도 차량
- NJT ALP-46 - DB 101 기반 미국용 기관차